# Yatsunori Shimaya
Yatsunori Shimaya (島屋 八徳 Shimaya Yatsunori?, nacido el 20 de enero de 1989 en Fukuoka) es un futbolista japonés que se desempeña como centrocampista en el Tokushima Vortis de la J2 League.

## Trayectoria

### Clubes
| Club                      | País  | Año         |
| ------------------------- | ----- | ----------- |
| Hoyo Oita                 | Japón | 2012 - 2013 |
| Renofa Yamaguchi FC       | Japón | 2014 - 2016 |
| Tokushima Vortis          | Japón | 2017 - 2018 |
| Sagan Tosu                | Japón | 2018 - 2019 |
| Tokushima Vortis (cedido) | Japón | 2019        |
| Tokushima Vortis          | Japón | 2020 -      |

## Estadística de carrera

### J. League
| Club                | Año   | J. League | J. League | Copa J. League | Copa J. League | Total | Total |
| Club                | Año   | Part.     | Goles     | Part.          | Goles          | Part. | Goles |
| ------------------- | ----- | --------- | --------- | -------------- | -------------- | ----- | ----- |
| Renofa Yamaguchi FC | 2015  | 36        | 16        | -              | -              | 36    | 16    |
| Renofa Yamaguchi FC | 2016  | 42        | 10        | -              | -              | 42    | 10    |
| Tokushima Vortis    | 2017  | 32        | 7         | -              | -              | 32    | 7     |
| Total               | Total | 110       | 33        | 0              | 0              | 110   | 33    |